# Stewartia monadelpha
Stewartia monadelpha es un arbusto caducifolio o árbol de múltiples tallos nativo de los bosques templados de Japón. Stewartia es un género de plantas con flores de la familia Theaceae. El nombre del género Stewartia es en honor al botánico escocés del siglo XVI, John Stuart.

## Distribución y hábitat
Esta planta es endémica de Japón y crece principalmente en zonas frescas de bosques templados montanos; específicamente, en las islas sur-central de Honshu, Kyūshū y Shikoku. También se cultiva en otros países como planta ornamental.

## Descripción
Su apariencia varía desde un arbusto robusto hasta un pequeño árbol con corteza de color naranja o marrón canela. Típicamente crece hasta una altura entre 6.1 a 7.6 metros, pero se ha sabido que puede alcanzar los 24 metros. A medida que la planta madura, su forma cambia de una corona piramidal a una más abierta con ramas horizontales que se extienden hacia afuera. Las hojas verde oscuro son elípticas y oblongas, con bordes dentados, y crecen aproximadamente de 51 a 102 milímetros de largo, volviéndose rojas en otoño. En junio, aparecen pequeñas flores en forma de copa, de 25 a 38 milímetros de ancho, las flores son blancas con estambres amarillos, similares en apariencia a las flores de camelia.

## Ecología
Esta planta crece mejor en sombra parcial, pero debido a su excelente tolerancia al calor, también puede crecer bien a pleno sol. En cuanto al suelo, puede tolerar suelos arcillosos, limosos, arenosos y ácidos bien drenados.